# Paspalum gracielae
Paspalum gracielae là một loài thực vật có hoa trong họ Hòa thảo. Loài này được Sulekic mô tả khoa học đầu tiên năm 2006.